# پامبونگ
پائومبونگ، رسماً شهرداری پامبونگ (تاگالوگ: Bayan ng Paombong)، یک شهرداری درجه ۳ در استان بولاکان، فیلیپین است. طبق سرشماری سال ۲۰۲۰، جمعیت آن ۵۵۶۹۶ نفر است. پامبونگ که به عنوان «پایتخت سرکه فیلیپین» نامیده می‌شود، به دلیل سرکه اش که از شیره ساسا (نخل نیپا) استخراج می‌شود، مشهور است.